# Терехово (Дмитровський міський округ)
Те́рехово (рос. Терехово) — присілок у складі Дмитровського міського округу Московської області, Росія.

## Населення
Населення — 9 осіб (2010; 7 у 2002).
Національний склад (станом на 2002 рік):
- росіяни — 86 %